# آرماندو ۱۴۵۷۲
سیارک ۱۴۵۷۲ (به انگلیسی: 14572 Armando، نامگذاری:1998QX54) چهارده هزار و پانصد و هفتاد و دومین سیارک کشف شده‌است که در ۲۷ اوت ۱۹۹۸ کشف شد.
قدر مطلق سیارک برابر ۱۳.۵ است.